# جانی جانسون (بازیکن فوتبال)
جانی جانسون (انگلیسی: Johnny Johnson; ۱۱ دسامبر ۱۹۲۱ – اکتبر ۲۰۰۳ (۸۱ ساله)) بازیکن فوتبال اهل بریتانیا بود.
از باشگاه‌هایی که در آن بازی کرده‌است می‌توان به باشگاه فوتبال استوک‌پورت کانتی، باشگاه فوتبال میلوال، باشگاه فوتبال تونبریج آنجلز، و باشگاه فوتبال مارگیت اشاره کرد.